# Gennaro Antonio de Simone
Gennaro Antonio de Simone (Ginestra, 17 de setembro de 1714 - Terni, 16 de dezembro de 1780) foi um cardeal do século XVIII

## Biografia
Nasceu em Ginestra em 17 de setembro de 1714, feudo de sua família materna, arquidiocese de Benevento. Da nobre família dos marqueses De Simone. Ele era o quarto de cinco filhos. Os outros irmãos eram Francesca (que se casou com Gregorio de Simone); um gril cujo nome não é conhecido; Alessandro (que se casou com Andrea Sylos); e Francesco (que foi arcipreste da catedral de Benevento e vigário capitular). Tio do Cardeal Camillo de Simeoni (1816). Tio-avô do cardeal Domenico de Simone (1830). Seu primeiro nome também está listado como Ianuarius Antonius; e seu sobrenome como De Simeoni.
Estudou no Seminário de Benevento; e mais tarde, ele também estudou direito.
Foi para Roma durante o pontificado do Papa Bento XIV e entrou ao serviço da Santa Sé. Abade comendatario de S. Elia a Pianisi desde 1751. Prelado da SC do Reverendo Fabrico da Basílica de São Pedro, maio de 1753. Auditor civil do auditor geral da Câmara Apostólica, dezembro de 1753. Auditor do Tribunal da Assinatura Apostólica da Justiça, setembro de 1759. Segundo tenente do auditor geral da Câmara Apostólica, novembro de 1762; primeiro tenente, julho de 1763. Auditor de Sua Santidade ( uditore Santissimo ), outubro de 1767; confirmado no cargo pelo Papa Clemente XIV. Protonotário apostólico ad honorem , novembro de 1767. Nomeado cônego do capítulo da basílica patriarcal do Vaticano, dezembro de 1767.
Criado cardeal sacerdote no consistório de 15 de março de 1773; recebeu o chapéu vermelho em 18 de março de 1773; e o título de S. Bernardo alle Terme, 19 de abril de 1773. Atribuído à SS. CC. do Conselho, Ritos, Exame dos Bispos e Disciplina Regular. Protetor de Benevento; de Morrovalle; e do mosteiro de S. Chiara em Monte Lupone. Participou do conclave de 1774-1775, que elegeu o Papa Pio VI.
Eleito bispo de Pesaro em 13 de março de 1775. Consagrada em 30 de abril de 1775, catedral de Frascati, pelo cardeal Henry Benedict Mary Stuart, bispo de Frascati, duque de York, auxiliado por Orazio Mattei, arcebispo titular de Colosso, e por Stefano Evodio Assemani, arcebispo titular de Apamea. Prefeito da SC da Imunidade Religiosa, fevereiro de 1779 até sua morte. Renunciou ao governo da diocese por motivo de doença, em 18 de agosto de 1779, e retirou-se para Terni.
Morreu em Terni em 16 de dezembro de 1780, após uma longa e dolorosa doença. Exposto e enterrado na igreja de S. Francesco, Terni, onde também ocorreu o funeral.